# 拉格鲁特
拉格鲁特（法語：La Groutte，法語發音：[la ɡʁut]）是法国谢尔省的一个市镇，位于该省南部，属于圣阿芒蒙龙区。

## 地理
拉格鲁特（46°41'12"N, 2°30'38"E）面积2.92 平方千米，位于法国中央-卢瓦尔河谷大区谢尔省，该省份为法国中部省份，北起卢瓦雷省，西接卢瓦-谢尔省和安德尔省，南至克勒兹省，东南接阿列省，东临涅夫勒省。
与拉格鲁特接壤的市镇（或旧市镇、城区）包括：旧艾奈、德勒旺、圣乔治德普瓦雪。

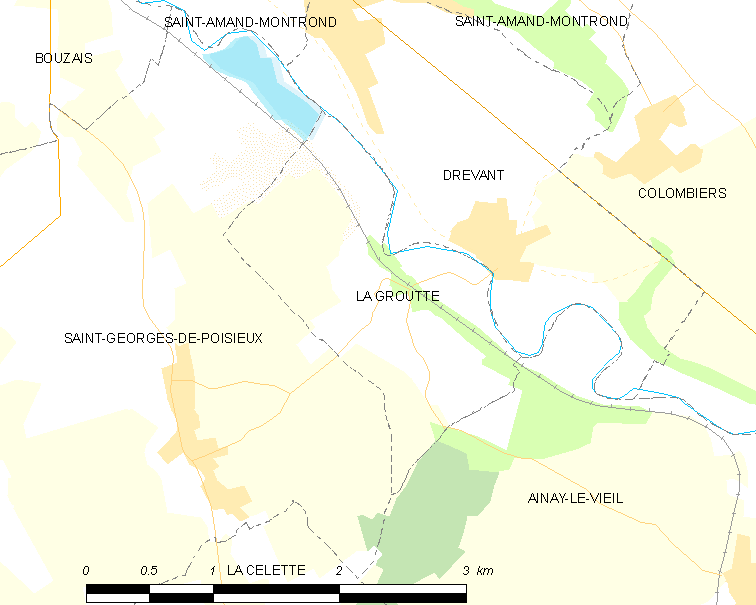
拉格鲁特的OSM定位图

拉格鲁特的时区为UTC+01:00、UTC+02:00（夏令时）。

## 行政
拉格鲁特的邮政编码为18200，INSEE市镇编码为18107。

## 政治
拉格鲁特所属的省级选区为圣阿芒蒙龙县。

## 人口

1962-2008年间拉格鲁特人口变化图示

拉格鲁特于2022年1月1日时的人口数量为119人。